# Moraújo
Moraújo är en kommun i Brasilien.   Den ligger i delstaten Ceará, i den östra delen av landet, 1 600 km nordost om huvudstaden Brasília. Antalet invånare är 8 069.
Omgivningarna runt Moraújo är huvudsakligen savann. Runt Moraújo är det ganska glesbefolkat, med 36 invånare per kvadratkilometer.